# 欣斯代爾縣 (科羅拉多州)
欣斯代爾县（英語：Hinsdale County）是美国科羅拉多州西南部的一個縣，面積2,909平方公里。根據2020年美國人口普查，共有人口788人。縣治湖城（Lake City）。該縣成立於1874年2月10日，縣名紀念曾任副州長的喬治·A·欣斯代爾（George A. Hinsdale）。